# Charles Duchatel
Charles-Jacques-Marie-Tanneguy Duchatel, né le 19 octobre 1838 à Paris et mort le 25 mai 1907 à Paris, est un homme politique français.

## Biographie
Fils du ministre Tanneguy Duchatel et avocat, il est représentant de la Charente-Maritime de 1871 à 1876, siégeant au centre gauche. Il est conseiller général du canton de Mirambeau et maire de Mirambeau en 1871. Battu en 1876, il devient ambassadeur de France à Copenhague, puis à Bruxelles en 1878 et à Vienne en 1880. Il retrouve un siège de député de la Charente-Maritime de 1885 à 1889.

## Sources
- « Charles Duchatel », dans Adolphe Robert et Gaston Cougny, Dictionnaire des parlementaires français, Edgar Bourloton, 1889-1891 [détail de l’édition]
- « Charles Duchatel », dans le Dictionnaire des parlementaires français (1889-1940), sous la direction de Jean Jolly, PUF, 1960 [détail de l’édition]